# Francisco de Soveral
Francisco de Soveral, O.S.A. (Sernancelhe, Sernancelhe, c. 1565 - Angola, 5 de Janeiro de 1642) foi um prelado português.

## Biografia
D. Frei Francisco de Soveral era filho de Pedro de Soveral e de sua mulher Maria de Almeida e irmão de D. Roque de Soveral.
Frade do Mosteiro de Santa Cruz de Coimbra, Cónego da Ordem de Santo Agostinho em 1588, matriculou-se na Universidade de Coimbra em 1595, sendo já referido como D. Francisco de Soveral, Padre de Santa Cruz, Doutorado em Teologia pela Faculdade de Teologia da Universidade de Coimbra a 10 de Julho de 1619, Deputado da Mesa do Santo Ofício, etc.
9.º Bispo de São Tomé a 5 de Outubro de 1623 e 5.º Bispo de Angola e Congo a 8 de Fevereiro de 1627.
Foi sepultado na Igreja de Nossa Senhora da Vitória de Massangano e, depois, trasladado para a Catedral de Luanda.